# Színvak szakpolitika
A színvak szakpolitika kifejezést olyan intézkedésekre használjuk, amelyek etnikai, faji vagy nemi megkülönböztetés nélkül ösztönzik az esélyegyenlőség megteremtését a társadalomban.

## Gyakorlati példák
A gyakorlatban ez például azt jelenti, hogy egy adott álláshelyre jelentkezők felvételének folyamatában a színvak eljárás nem gyűjt és használ semmiféle identitásra vonatkozó adatot a jelentkezőkről, hanem csupán a munkavégzés szempontjából fontos képességek alapján értékel. A színvak szakpolitika a pozitív diszkriminációra adott válasznak is tekinthető, és mindkettő bevett eszköznek számít az oktatás, munkaerőpiac és telepfelszámolás területén.

## A színvak szakpolitikával kapcsolatos érvek
A színvak szakpolitika támogatói úgy gondolják, hogy az egyenlő bánásmód önmagában elegendő egy igazságosabb társadalom megteremtéséhez, valamint mivel a faji, etnikai vagy nemi diszkrimináció rég nem olyan meghatározó, mint korábban, a pozitív diszkrimináció gyakorlatát korszerűtlennek vélik. Kritikusai vitatják az állítást, hogy poszt- rasszista (vagy –szexista társadalomban élnénk, és az intézményi valamint tudatalatti diszkriminációs gyakorlatok beágyazottságára hívják fel a figyelmet (averzív vagy szimbolikus rasszizmus).

## A színvak szakpolitika módszerei
A színvak szakpolitika az egyenlő és formális jogok megfelelő biztosítása mentén próbálja elősegíteni az esélyegyenlőség megvalósítását. Azon az alapelven nyugszik, hogy egy adott posztra (vagy támogatásra) csak a munkavégzés szempontjából releváns készségek vagy teljesítmény alapján értékeli a jelentkezőket, és figyelmen kívül hagyja az egyén származását vagy nemi hovatartozását.
A munkaerőpiacon bizonyíthatóan előítéletek sújtják a színes bőrűeket, a túlsúlyosokat, a nőket és a középkorúakat.
Ennek elkerülésére törekszenek a munkaadók, amikor egy álláshirdetésen a felvételi biztosok tudatalatti előítéleteit elkerülendő, fénykép nélküli önéletrajzokat kér a munkavállaló. További lépés lehet, ha a vállalaton belül anonimizálják a CV-ket és jelentkezési lapokat, hogy a jelentkező neme vagy nemzetisége ily módon se befolyásolja az elbírálás folyamatát.
A színvak politikai intézkedések nem zárják ki a hátrányos helyzetűek felzárkóztatásnak fontosságát, ám ennek megvalósítására a (nemzetiségek vagy nemek) pozitív diszkriminációtól eltérő célzási módszereket használnak. Az egyik módszer a felzárkóztató programok területi alapú célzása, mint pl. a hódmezővásárhelyi integrált oktatási modell, amely a hátrányos helyzetet nem etnikai hovatartozás szerint, hanem területi alapon határozza meg. A település feltérképezése után, úgy húzták meg az illetékességi iskolakörzeteket, hogy azokban a halmozottan hátrányos helyzetű gyermekek szétszóródjanak.
A színvak célzás másik bevett módja társadalmi-gazdasági alapon történhet. Erre példa a hátrányos helyzet miatt vagy gyermekgondozásért kapható többletpont a magyar egyetemi felvételi rendszerben, amely szintén nem etnikai, hanem rászorultsági alapú.
Úgy a társadalmi-gazdasági, mint a területi célzottságú színvakpolitika mellett szóló egyik érv, hogy a kisebbségi csoportok meghatározására nem létezik objektív szociológiai kritériumrendszer, így segíthetnek a kisebbségi támogatásokkal való visszaélést elkerülni.
A színvak szakpolitika nem részesíti előnyben a kisebbségeket a többségi társadalom hátrányos helyzetű tagjaival szemben. Így egyrészt nem járul hozzá a konfliktusok szításához a szegénységben élő társadalmi csoportok között, másrészt nem erősíti az „áldozat-szerepet”, amely a különböző, pozitív diszkriminációval célzott csoportokhoz társított tulajdonságok mentén alakulhat ki. Emellett felmenti az érintetteket a személyes felelősségvállalás alól, illetve azt az üzenetet küldi a társadalom felé, hogy a kisebbség tagjainak speciális segítségre van szükségük ahhoz, hogy sikert érhessenek el.

## A színvak szakpolitika mellett és ellen szóló tudományos érvek
A színvak szakpolitika támogatói gyakran érvelnek adatvédelmi szempontokkal is, az etnikai alapú adatgyűjtést aggályosnak tartják, mert szerintük az a gyűlölet-bűncselekmények kockázati tényezője lehet.
A kritikusok különböző okokból kifolyólag tekintik a színvak politikát elégtelennek az esélyegyenlőség megteremtésére.
Egyrészt azzal érvelnek, hogy a jogalkotás az egyenlő formális jogok érvényesítésével alulbecsli a kisebbségeket érő hátrányos megkülönböztetés mértékét. Kutatások támasztják alá ugyanis, hogy még ha törvényileg is biztosított az egyenlő bánásmód, intézményi vagy tudatalatti előítéletesség miatt a kisebbségek tagjai továbbra is hátrányos megkülönböztetésben részesülnek.
Másrészt, a színvak eljárás eredménye hozzájárul a marginalizált csoportok alulképviseletéhez és nézeteik vagy érdekeik elhallgattatásához a társadalomban. Jól megfigyelhető ez a jelenség például a nők alulképviseletében a politikai döntéshozatalban.
Emellett, Magyarország esetében a csoportok közti igazságossággal kapcsolatos említett eredmények értékelését árnyalja az a tény, hogy bár a romák nincsenek teljes többségben a szegények közt, mégis nagyobb arányban érintő őket a szegénység mint a nem-romákat.